# اسطوره‌شناسی بومیان استرالیا
بومیان استرالیا برای هزاران سال داستان‌ها و مراسم‌هایی داشته‌اند که نشان‌دهنده معنویت عمیق آنهاست. این معنویت که در «روزگار رؤیا»، «ترانه‌راه‌ها» و داستان‌های شفاهی آنها دیده می‌شود، با زمین و طبیعت پیوند عمیقی دارد.
داستان‌های آنها فقط خیال‌پردازی نیست و بومیان استرالیا در داستان‌های خود، اتفاقات طبیعی گذشته، مثل فوران آتشفشان‌ها و تغییر سطح دریاها را با دقت توصیف کرده‌اند.
برای نمونه داستان‌هایی دربارهٔ آتشفشان‌های منطقه آترتون تیبل‌لند وجود دارد که دانشمندان با بررسی‌های زمین‌شناسی به قدمت بیش از ۱۰ هزار سال آنها پی برده‌اند. حتی نوع پوشش گیاهی آن زمان - جنگل‌های اکالیپتوس - که در داستان‌ها آمده با یافته‌های علمی مطابقت دارد.
یا برای نمونه داستان‌هایی دربارهٔ خلیج پورت فیلیپ که زمانی خشکی بوده، یا داستان‌هایی که از خط ساحلی زیر آب رفتهٔ «سد مرجانی بزرگ» و پوشش گیاهی آن زمان می‌گویند. حتی داستان‌هایی دربارهٔ دریاچه ایر که زمانی پرآب و سرسبز بوده است.

## ایزدان
مذهب بومیان استرالیا، مانند سایر ادیان، خدایانی دارد که در ابتدای زمان، انسان‌ها و محیط اطراف را خلق کرده‌اند. بومیان استرالیا مردمی مذهبی و معنوی هستند، اما به جای پرستش یک خدای یگانه و نادیدنی، به خدایان مختلفی اعتقاد دارند که اغلب به شکلی ملموس و قابل تشخیص، مانند یک صخره خاص، تصویر در غار، گیاه یا حیوان، تجسم می‌یابند؛ مثلاً یک صخره ممکن است خودِ خدا باشد، یا اثری از کارهای او در زمان خلقت، مانند رودخانه‌ای که در اثر عبور مار رنگین‌کمان شکل گرفته است.
بومیان به جان‌گرایی (این باور که همه اشیاء طبیعی روح دارند) اعتقاد ندارند. آنها معتقدند که یک صخره روح ندارد، اما ممکن است توسط یک خدا در زمان خلقت آفریده شده باشد، یا نمایانگر یک خدا باشد. آنها همچنین معتقدند که بسیاری از حیوانات و گیاهان با زندگی انسان از طریق تناسخ روح در ارتباط هستند و این به زمان خلقت برمی‌گردد که این حیوانات و گیاهان زمانی انسان بوده‌اند.
در استرالیا یک خدای واحد برای همه وجود ندارد. هر قبیله خدایان خود را دارد و اعتقادات آنها با هم همپوشانی دارد، همان‌طور که زبان‌های آنها نیز با هم همپوشانی دارد. به عنوان مثال، ارواح وانجینا در شمال کیمبرلی در غرب استرالیا متعلق به قبایل نگارینین، وورورا و وونامبال هستند. این وانجیناها مسئول باران‌های فصل مرطوب و وضع بسیاری از قوانین برای مردم هستند. با حرکت به سمت شرق، این وظیفه به یاگجاگبولا و جبیرینگی، برادران رعد و برق قبیله واردامان در منطقه رودخانه ویکتوریا در قلمرو شمالی، سپس به نارگورکون، که به نام بولا نیز شناخته می‌شود، در منطقه بالایی رودخانه کاترین، و به نامارگون، مرد رعد و برق در مناطق کاکادو و غرب آرنهم لند، واگذار می‌شود.

## گونه‌های ایزدان
خدایان بومیان استرالیا نقش‌های زیادی دارند و نمی‌توان آنها را با یک کلمه توصیف کرد. بر اساس نقش اصلی‌شان، آنها به سه دسته تقسیم می‌شوند:
- موجودات آفریننده: این خدایان در آفرینش انسان‌ها، زمین و محیط زیست نقش داشته‌اند.
- موجودات اجدادی: این خدایان اجداد مستقیم مردم امروزی هستند و به آنها نحوه ساخت ابزار، شکار، جمع‌آوری غذا، قوانین جامعه و مراسم‌ها را آموخته‌اند. آنها می‌توانند به شکل انسان، گیاه یا حیوان ظاهر شوند.
- موجودات توتمی: این خدایان نمایانگر شکل اصلی یک حیوان، گیاه یا شیء دیگر (توتم) در زمان خلقت هستند.[۱]

جامعه بومیان استرالیا به گروه‌هایی تقسیم می‌شود و هر فرد به یکی از این گروه‌ها تعلق دارد که معمولاً با یک نماد یا توتم مشخص می‌شود. رهبر نمادین هر گروه، یک «موجود توتمی» یا «موجود اجدادی» است که به تعریف ریشه‌ها و ارتباط فرد با سرزمین، جهان و روابطش با گذشته، حال و آینده کمک می‌کند.
برای سادگی، در اینجا از اصطلاح «موجود اجدادی» برای توصیف همه خدایان بومی استفاده می‌شود. صدها موجود اجدادی در سراسر استرالیا وجود دارد که بومیان آنها را در داستان‌ها، آهنگ‌ها، نقاشی‌های بدن و هنر خود ثبت کرده‌اند.
هر موجود اجدادی داستان خلقت خود را دارد و فعالیت‌های خاصی را در دوره خلقت انجام داده است. این اطلاعات در آهنگ‌ها، رقص‌ها، داستان‌ها و نقاشی‌های هر قبیله وجود دارد و در مراسم خاص مورد احترام است.
دوره خلقت در باور بومیان، زمانی است که موجودات اجدادی، زمین، حیوانات و گیاهان را خلق کردند. بومیان اغلب رؤیاها را به عنوان خاطره چیزهایی که در دوره خلقت اتفاق افتاده تفسیر می‌کنند. به همین دلیل، از اصطلاح «روزگار رؤیا» برای توصیف زمان خلقت در دین آنها استفاده می‌شود.
همه جنبه‌های فرهنگ بومیان پر از افسانه‌ها و موجوداتی است که با زمان رؤیا مرتبط هستند. هر قبیله داستان‌های زیادی دربارهٔ خدایان، حیوانات، گیاهان و دیگر موجودات زمان رؤیا دارد.
اینکه دوره خلقت چه مدت پیش در ذهن بومیان اتفاق افتاده، مشخص نیست. مطالعات باستان‌شناسی نشان می‌دهد که بومیان حداقل ۶۵ هزار سال است که در استرالیا هستند. اگر از یک بومی بپرسید، به شما می‌گوید که زمان رؤیا قبل از ۴۰ هزار سال پیش اتفاق افتاده است، اما مفهوم آنها قبل از این دانش چه بوده است؟ پاسخ این است که حدود پنج یا شش نسل قبل از زمان حال. به عبارت دیگر، یک فرد پدر، پدربزرگ، جد بزرگ و جد بزرگ خود را می‌شناسد، اما نسل بعدی یا چند نسل قبل از آن زمانی است که خویشاوندان آنها در زمان رؤیا زندگی می‌کردند و به شکل کانگورو، گیاه یا شکل‌های دیگر بودند.
این مفهوم کوتاه شده از زمان ممکن است در منشأ ادیان جهانی باشد. به عنوان مثال، در ادیان یهودیت و مسیحیت، عهد عتیق می‌گوید که خدا کل جهان، از جمله چهار رودخانه اصلی محلی بابل (عراق کنونی)، را در ۶ روز خلق کرد. سپس به تفصیل بسیاری از افرادی را که پس از آدم و حوا، اولین انسان‌ها، زندگی می‌کردند، توصیف می‌کند. برای همه ما، مفهوم یک میلیون سال بشریت و هزاران میلیون سال وجود سیاره ما فراتر از درک ماست.

## نقش اسطوره‌ها
اسطوره‌ها نقش مهمی در جامعه بومیان استرالیا دارند. آنها به حفظ نظم اجتماعی، شکل‌دهی به افکار و هدایت رفتار افراد کمک می‌کنند. اسطوره‌ها رویدادهای تاریخی را در خود جای می‌دهند و آنها را در خدمت اهداف اجتماعی در دنیای مدرن به کار می‌گیرند. قانون بومیان از نیاکان و موجودات زمان رؤیا سرچشمه می‌گیرد و نسل به نسل منتقل می‌شود. ارتباط بین موجودات زمان رؤیا و سرزمین‌ها ابدی است و حق افراد بر مکان‌ها به هویت آنها با موجودات زمان رؤیا بستگی دارد.
اسطوره‌ها برای بومیان مثل یک کتابخانه نانوشته هستند که از طریق آن دربارهٔ جهان و واقعیت بومی می‌آموزند. اسطوره‌ها به بومیان یادآوری می‌کنند که جامعه باید زمین‌محور باشد، نه انسان‌محور، زیرا انسان‌ها اگر به‌طور مداوم به یاد ارتباطشان با بقیه مخلوقات و نقششان در گذشته و آینده نباشند، مستعد رفتار استثمارگرانه هستند. در حالی که انسان‌ها می‌آیند و می‌روند، سرزمین و داستان‌های مربوط به آن، پایدار و ماندگار هستند. مکان‌های مقدس نیز برای بومیان «احساساتی» دارند که قابل توصیف نیستند و فقط با حضور در کنار آنها می‌توان این احساسات را درک کرد.
بسیاری از گروه‌های بومی در سراسر استرالیا، اسطوره‌ای مشترک دربارهٔ یک مار قدرتمند و عظیم‌الجثه به نام مار رنگین‌کمان دارند که با باران، رودخانه‌ها و گودال‌های عمیق آب در ارتباط است. این اسطوره با نام‌های مختلفی در سراسر استرالیا شناخته می‌شود. مکان‌های مقدس نقش مهمی در اسطوره‌های بومیان دارند و اسطوره‌ها به بومیان کمک می‌کنند تا با دنیای مدرن در حال تغییر کنار بیایند و هویت فرهنگی خود را حفظ کنند.